# Valentin von Eickstedt (officer)
 Der er flere personer med dette navn, se Valentin von Eickstedt.
Valentin von Eickstedt (født 13. december 1669 på Hohenholz ved Stettin, død  17. september 1718 på Frederiksborg Slot) var en dansk officer og overkrigssekretær, far til Hans Henrik von Eickstedt.

## Karriere
Han var næstældste søn af en pommersk adelsmand, Alexander Ernst von Eickstedt (1634-1693), og dennes 1. hustru, Dorothea Sophie von Suckow (1644-før 1676). Valentin von Eickstedt trådte ganske ung i dansk tjeneste og udnævntes 1685 til sekondløjtnant ved Schacks gevorbne Regiment, hvor han 1688 blev kaptajn, 1693 major og 1697 oberstløjtnant. Endnu raskere avancerede han under Frederik IV, hvis yndest han besad i høj grad. Ved Nationalmilitsens oprettelse 1701 blev han udnævnt til oberst for Ribe Stifts Regiment, men, endnu inden dette var trådt i live, ansat ved det ligeledes nyoprettede Grenaderkorps som oberstløjtnant, dvs. kommandør. I denne post modtog han stadig nye beviser på kongens nåde:
1704 blev han kammerherre og generaladjudant hos kongen, 1705 Ridder af Dannebrog, 1706 brigader, 1708 oberst af Grenaderkorpset med generalmajors rang.

## Den Store Nordiske Krig
I vinterfelttoget i Skåne 1709-10 kom Eickstedt som den ældste af fodfolkets førere til at spille en vis rolle, men overgeneralen, grev Christian Ditlev Reventlow, beklagede sig idelig over hans rådvildhed og mangel på foretagelseslyst. I slaget ved Helsingborg 10. marts 1710, hvor han kommanderede corps de bataille (hovedtræfningens centrum), viste han sig personlig tapper, og det skyldtes til dels hans anstrengelser, at størsteparten af de ham underlagte tropper reddede sig ind til Helsingborg; hans eget regiment, Grenaderkorpset, var et af dem, der havde kæmpet taprest. Efter slaget, hvor flere af de højere førere var faldne eller sårede, overlod Eickstedt uden smålig skinsyge overkommandoen til Frantz Joachim von Dewitz, skønt han var yngre i aldersorden, og stadfæstede således selv Reventlows dom, at han var "fort honnête homme", men manglede "le génie fait pour commander".

## Overkrigssekretær
Straks derpå forlod Eickstedt hærens række, i det han med titel af gehejmeråd udnævntes til overkrigssekretær samt deputeret i Generalkommissariaterne for Land- og for Søetaten. Af disse kollegier udtrådte han dog allerede i sommeren 1711, da han, ligesom de efterfølgende år, måtte ledsage kongen til krigsskuepladsen i Nordtyskland; således overværede han i kongens suite slaget ved Gadebusch 20. december 1712.
Som overkrigssekretær var Eickstedt gennem 7 krigsår Frederik IV's første medhjælper ved hærens og flådens styrelse. Han gør indtryk af en arbejdsom, forstandig og meget human mand og havde i lang tid en ikke ubetydelig indflydelse hos kongen; i de sidste år tabte denne sig noget, og 3. maj 1717 trak Eickstedt sig tilbage til amtmandsposten over Frederiksborg og Kronborg Amter. Først en måned efter blev overkrigssekretærembedet atter besat med viceadmiral Christian Carl Gabel. Eickstedt døde allerede 17. september 1718 i Frederiksborg og blev bisat i Sankt Petri Kirke i København. Hans død skyldes måske ikke naturlige årsager, men de nærmere omstændigheder derved er ikke kendt.

## Godsejer
Eickstedt havde ved sin faders død 1693 arvet godserne Hohenholz og Glasow i Pommern; i Danmark ejede han ikke jordegods, derimod et palæ i Stormgade i København.

## Ægteskaber
Han var to gange gift: 1. gang med en tysk dame, Elisabeth von der Osten, 2. gang (4. juni 1708) med Edel Cathrine Kaas (1679-1742), ældste datter af Hans Kaas til Hastrup, stiftsbefalingsmand i Trondhjem, og Sophie Amalie Bielke. Hun købte som enke Ravnstrup ved Ringsted og giftede sig 1721 igen med en ung søofficer, Tordenskiolds broder Caspar von Wessel (1693-1768). 1740 solgte de Ravnstrup.
Samtidig med Valentin von Eickstedt tjente flere af hans slægt i den danske hær; blandt disse skulle nævnes hans broder generalmajor Christoph von Eickstedt (1684-1730), ved ægteskab med Juliane Margrethe von Winterfeldt friherre af Wintersborg, og deres fætter Joachim Bernt von Eickstedt (1663-1711), oberstløjtnant og kommandør for Garden til Fods.
Der findes et portrætmaleri af Eickstedt hos slægten Huitfeldt-Kaas i Oslo.